# Oméga-oxydation
L'ω-oxydation est une voie métabolique de dégradation des acides gras alternative à la β-oxydation. Contrairement à cette dernière, l'ω-oxydation ne nécessite pas de coenzyme A et ne se déroule pas dans les mitochondries mais dans le réticulum endoplasmique ; chez les vertébrés, elle a lieu principalement dans le foie et les reins.
Elle consiste en la carboxylation de l'extrémité aliphatique d'un acide gras, sur l'atome de carbone le plus éloigné de l'extrémité carboxyle, appelé carbone ω, d'où le nom de cet ensemble de réactions ; l'acide dicarboxylique résultant est ensuite métabolisé dans le cytoplasme ou peut être activé sur la coenzyme A pour rejoindre la β-oxydation dans les mitochondries.
Elle concerne les acides gras à chaîne moyenne, de 10 à 12 atomes de carbone, et ne devient véritablement significative dans le métabolisme cellulaire global que lorsque la β-oxydation est insuffisante.
| Réaction | Enzyme                               | Description |
| -------- | ------------------------------------ | --- |
|          | Monooxygénase (EC 1.14.15.3 par ex.) | Hydroxylation : le carbone ω est hydroxylé par une monooxygénase fonctionnant avec le cytochrome P450 et un cofacteur NADPH. Ces réactions sont catalysées par des oxydases à fonction mixte : R–CH3 + NADPH + O2 → R–CH2OH + NADP+ + H2O. |
|          | Alcool déshydrogénase (EC 1.1.1.1)   | Oxydation : La fonction alcool primaire –CH2OH est oxydée en aldéhyde –CHO : R–CH2OH + NAD+ → R–CHO + NADH + H+. |
|          | Aldéhyde déshydrogénase (EC 1.2.1.3) | Oxydation : L'aldéhyde –CHO terminal est oxydé en carboxyle –COOH : R–CHO + NAD+ + H2O → R–COOH + NADH + H+. |

L'acide dicarboxylique formé peut être activé en formant une liaison thioester avec une coenzyme A et migrer dans les mitochondries pour être métabolisé par β-oxydation et donner des acides dicarboxyliques plus courts, typiquement l'acide succinique en C4 et l'acide adipique en C6.